# Бор (Торопецький район)
Бор (рос. Бор) — присілок в Торопецькому районі Тверської області Російської Федерації.
Населення становить 77 осіб. Входить до складу муніципального утворення Скворцовське сільське поселення.

## Історія
Від 2005 року входить до складу муніципального утворення Скворцовське сільське поселення.

## Населення
| 2010 |
| ---- |
| 77   |